# John Rushout (1er baron Northwick)
John Rushout, 1er baron Northwick (23 juillet 1738 - 20 octobre 1800), est un homme politique britannique et député de Evesham.

## Biographie
Il est le fils de John Rushout (4e baronnet) et Anne Compton, et fait ses études au Collège d'Eton et Christ Church, Oxford, où il entre en 1756. En 1761, il est élu député pour Evesham et le reste jusqu'en 1796. Sur le plan politique, il est whig jusqu'à environ 1789, date à laquelle il passe chez William Pitt le Jeune et siège donc en tant que conservateur.
Il devient baronnet, en 1775 et 1er baron Northwick de Northwick Park dans le comté de Worcester en 1797. Il devient membre de la Society of Antiquaries (FSA) en 1799.
Il meurt en 1800 à l'âge de soixante-deux ans et est enterré à Blockley, Worcestershire.